# 1271

## Родени
- Жана I Наварска, кралица на Франция и Навара
- Михаил II, велик княз на Владимирско-Суздалското княжество

## Починали
- 28 януари – Исабела Арагонска, кралица на Франция
- 9 септември – Ярослав III, велик княз на Владимирско-Суздалското княжество